# 詹姆斯·塔爾斯基
詹姆斯·塔爾斯基（英語：James Tarkowski；1992年12月19日—），英格蘭職業足球員，司職中堅。現時效力英格兰足球超级联赛球隊艾佛頓，英格蘭足球代表隊成員。

## 俱樂部生涯
達高斯基於英格蘭甲組足球聯賽球會奧咸開始其職業生涯，於各項賽事上陣89場。2014年1月，他轉會至賓福特，轉會費並沒有公開，效力首季便隨隊升班至英格蘭冠軍足球聯賽。2年後，達高斯基轉會至英格兰足球超级联赛球隊伯恩利。
2022年7月2日，塔科夫斯基在從伯恩利獲釋後免費加盟英超俱樂部艾佛頓，簽下一份為期四年的合約。

## 國家隊生涯
塔尔科夫斯基通過他的祖父有資格為波蘭國家足球隊效力，但他更喜歡為英格蘭足球代表隊效力，他表示“我一直將自己視為英國人，因此為波蘭隊效力會很困難。”
達高斯基於2018年3月首次獲得英格蘭足球代表隊的徵召。

## 榮譽

### 球會
布伦特福德
- 英格蘭足球甲級聯賽亞軍：2013-14賽季[7]

### 個人
- 奧咸每月最佳球員：2013年8月[8]

## 外部連結
- Soccerway資料庫：詹姆斯·塔爾斯基
- 足球数据库：詹姆斯·塔爾斯基的球员统计数据
- 占士·達高斯基 （页面存档备份，存于）於般尼官方網站上的資料